# Spoorlijn Grigny - Corbeil-Essonnes
De spoorlijn Grigny - Corbeil-Essonnes is een Franse spoorlijn van Grigny naar Corbeil-Essonnes. De lijn is 10,7 km lang en heeft als lijnnummer 988 000. De lijn doorkruist Grigny, Ris-Orangis, Évry-Courcouronnes en Corbeil-Essonnes. De lijn wordt gebruikt voor de spoordiensten van lijn D van de RER.
De lijn Grigny-Corbeil-Essonnes ook gekend als de spoorlijn op het plateau van Évry is een dubbelsporige normaalspoorlijn in het Franse departement Essonne, in de regio Île-de-France. De lijn bedient de verschillende districten van de ville nouvelle Évry. Het is de eerste nieuwe passagierslijn die door de Franse Nationale Spoorwegmaatschappij (SNCF) is gebouwd sinds de oprichting in 1938.
Geopend in twee fasen in 1974 en 1975, is de lijn een parallelle route, hoewel langer omdat hij bochtiger is dan de lijn van Villeneuve-Saint-Georges naar Montargis via Corbeil, bekend als de "valleilijn", waarmee hij aan beide uiteinden is verbonden. Het is een van de belangrijkste zuidelijke takken van de RER-lijn D en ondersteunt uitsluitend vrij druk verkeer in de voorsteden. Hoewel theoretisch gelijkwaardig aan de historische route door de Seinevallei, beperken de verkeersbeperkingen die van toepassing zijn op bepaalde soorten transport, de maximale hellingsgraad van 20‰ en bochten met een straal van 600 meter op het traject het gebruik ervan door ander dan RER-verkeer tot enkele uitzonderlijke omleidingen. Er zijn geen overwegen. Het traject op het plateau van Évry werd volledig aangelegd in een gleuf, met alle dwarsingen vooraf al aangelegd als viaducten en de meerderheid van de stations die allemaal nieuw werden gerealiseerd, volledig ondergronds uitgewerkt.

## Réseau express régional
Op het traject rijdt het Réseau express régional de volgende routes:
| Serie | Treinsoort | Route | Bijzonderheden |
| ----- | ---------- | --- | -------------- |
| RER D | RER (SNCF) | Creil – Paris-Nord – Paris-Lyon – Villeneuve-Saint-Georges – [ Melun ] / [ Juvisy – [ Évry-Val-de-Seine – Corbeil-Essonnes ] / [ Évry - Courcouronnes Centre – Corbeil-Essonnes – [ Melun ] / [ Malesherbes ] ] ] |                |

## Elektrische tractie
De lijn is geëlektrificeerd met een gelijkspanning van 1500 volt. 